# Maria Cielito Lukban Fernandez
María Cielito "Pops" Lukban Fernandez (12 de desembre de 1966, Quezon City, Illes Filipines), coneguda artísticament com a Pops Fernández o simplement Pops, és una cantant, compositora i actriu filipina. Al llarg de la seva carrera s'ha guanyat el sobrenom de "Concert Queen", la "reina dels concerts".
Va començar la seva carrera als 16 anys. Molt aviat va esdevenir una de les cantants més famoses de les Filipines i seguidament va passar a la carrera cinematogràfica.

## Discografia
- 1982. Pops (Gold Award)
- 1983. Pops Fernadez in Love
- 1984. Heading for the Top
- 1986. The Best of Pops Fernandez (Gold Award)
- 1990. Awesome (Platinum Award)
- 1991. Change
- 1996. Colours
- 1999. Nagmamahal Pa Rin Sa 'Yo (Gold Award)
- 1999. Moments (Gold Award)
- 2001. Shindig Live
- 2001. The Story of Pops Fernandez
- 2002. The Way I Feel Inside (Gold Award)
- 2004. When Words Are Not Enough
- 2006. Silver
- 2006. Don't Say Goodbye (Re-released)
- 2009. Hope

## Pel·lícules
- Zsazsa Zaturnnah Ze Moveeh (2006)
- Videoke King (2002)
- Gusto Ko Ng Lumigaya (2000)
- Linlang (1999)
- Tamis Ng Unang Halik (1990)
- Kung Maibabalik Ko Lang (1989)
- Magic To Love (1989)
- Sa Puso Ko Hahalik Ang Mundo (1988)
- Stupid Cupid (1988)
- Shoot That Ball (1987)
- Si Mister At Si Misis (1986)
- Always And Forever (1986)
- Payaso (1986)
- Give Me Five (1984)
- Paano Ba Ang magmahal (1984)
- Just Say You Love Me (1982)
- Pag-ibig Pa (1982)

## Sèries de televisió
- POPS! (2005)
- Sing-galing ni Pops (2005)
- Twin Hearts
- All Together Now
- SOP (2003-2004)
- Morning Girls (2002)
- P.O.P.S. (Pops on Primetime Saturday)
- Nagmamahal pa rin sa iyo
- ASAP (1995) (1995-2003)
- Eat Bulaga (1979)
- Buhok Pinoy
- Twogether
- Penthouse Live!